# Lukas Laupheimer
Lukas Laupheimer (* 10. April 2003 in Villingen-Schwenningen) ist ein deutscher Fußballspieler.

## Karriere

### Verein
In der Jugend spielte Laupheimer bis 2016 für den SSV Reutlingen 05. Danach wechselte er zum VfB Stuttgart. Als Kapitän führte Laupheimer die Stuttgarter im DFB-Pokal der Junioren 2021/22 zum Titel. Am 29. Dezember 2021 verlängerte er seinen Vertrag beim VfB. Die Saison 2023/24 beendete er mit den Stuttgartern in der Regionalliga Südwest mit der Meisterschaft und dem daraus folgenden Aufstieg in die 3. Profi-Liga.
Sein Drittliga-Debüt gab er mit dem VfB Stuttgart II gegen Hansa Rostock am 3. August 2024 am 1. Spieltag der Spielzeit 2024/25. Am Ende der Saison verließ er den VfB Stuttgart und wechselte zum SGV Freiberg Fußball.

### Nationalmannschaft
Laupheimer debütierte für die deutsche U15-Nationalmannschaft am 5. Mai 2018 gegen die Niederlande. Im September 2018 absolvierte er gegen Zypern und Österreich zwei U16-Länderspiele. Sein U19-Debüt gab er am 11. Mai 2022 gegen Dänemark.